# 路易斯·恩里克·佩纳尔弗
路易斯·恩里克·佩纳尔弗（西班牙語：Luís Enrique Peñalver，1996年2月10日—），西班牙男子羽毛球運動員。

## 簡歷
2017年5月，路易斯·恩里克·佩纳尔弗出戰羅馬尼亞羽毛球國際賽，在男子單打決賽以2比0（21-15、21-17）擊敗法國的皮埃里克·卡若，贏得冠軍。

## 主要比賽成績
只列出曾進入準決賽的國際賽事成績：
| 年份   | 賽事                     | 公開賽級別 | 項目     | 成績   |
| ------ | ------------------------ | ---------- | -------- | ------ |
| 2016年 | 瑞士羽毛球國際賽         | 國際系列賽 | 男子單打 | 準決賽 |
| 2017年 | 羅馬尼亞羽毛球國際賽     | 未來系列賽 | 男子單打 | 冠軍   |
| 2017年 | 西班牙羽毛球國際賽       | 國際挑戰賽 | 男子單打 | 亞軍   |
| 2017年 | 愛爾蘭羽毛球公開賽       | 國際系列賽 | 男子單打 | 準決賽 |
| 2018年 | 挪威羽毛球國際賽         | 國際系列賽 | 男子單打 | 亞軍   |
| 2018年 | 威爾斯羽毛球國際賽       | 國際系列賽 | 男子單打 | 冠軍   |
| 2019年 | 土耳其羽毛球公開賽       | 國際系列賽 | 男子單打 | 冠軍   |
| 2020年 | 葡萄牙羽毛球國際賽       | 國際系列賽 | 男子單打 | 準決賽 |
| 2021年 | 西班牙羽毛球國際賽       | 國際挑戰賽 | 男子單打 | 準決賽 |
| 2021年 | 墨西哥羽毛球國際挑戰賽   | 國際挑戰賽 | 男子單打 | 冠軍   |
| 2022年 | 馬爾代夫羽毛球國際挑戰賽 | 國際挑戰賽 | 男子單打 | 冠軍   |
| 2022年 | 秘魯羽毛球國際賽         | 國際挑戰賽 | 男子單打 | 亞軍   |

| 2007-2017年 | 首要超級賽 | 超級賽 | 黃金大獎賽 | 大獎賽 | 國際挑戰賽 | 國際系列賽 | 未來系列賽 | 其他 |

| 2018-2026年 | 總決賽 | 超級1000賽 | 超級750賽 | 超級500賽 | 超級300賽 | 超級100賽 | 國際挑戰賽 | 國際系列賽 | 未來系列賽 | 其他 |

### 奧運會和世錦賽參賽紀錄
|          | 2018 | 2019 | 2020 | 2021 | 2022 | 2023 |
| -------- | ---- | ---- | ---- | ---- | ---- | ---- |
| 男子單打 | 32強 | 32強 | －   | 32強 | 32強 | 64強 |